# José Pérez de Barradas
José Pérez de Barradas y Alvarez de Eulate (Cadix, 3 octobre 1897 - Madrid, 30 janvier 1981) est un préhistorien et anthropologue espagnol.

## Biographie
José Pérez de Barradas étudie les sciences naturelles à l'université centrale de Madrid, où il obtient un doctorat.
En 1917, avec le préhistorien allemand Hugo Obermaier, il cherche dans la région de Madrid des gisements paléolithiques. Obermaier lui obtient, lors du IVe Congrès géologique international de Madrid (1924), un poste d'archéologue municipal pour établir une carte préhistorique de la province. Par un appel aux notables de la Province, il obtient un grand nombre de nouveaux sites archéologiques à explorer. Il publie alors la Cartilla de Divulgacion de Prehistoria.
Grâce aux résultats de ses travaux, la mairie de Madrid décide de la création du Servicio de Investigaciones Prehistoricas (1929) et lui en confie la direction. Il mène alors des explorations des vallées du Jarama et du Manzanares, puis dans les régions de Ségovie, de Tolède et de Malaga.
Fondateur de l' Anuario de Prehistoria Madrileña (1930), il regroupe les collections réunies en un musée préhistorique municipal.
En 1936, il travaille deux ans pour le ministère de l’Éducation de Colombie, où il réalise aussi des fouilles, avant de reprendre en 1938 son poste au musée préhistorique municipal.
Nommé Directeur du Musée national d'ethnologie en 1940, il occupe la chaire d’anthropologie de la Faculté des sciences de l'Université centrale de Madrid à partir de 1941.

## Publications
- Prehistoria. (Cartilla de divulgacion), 1925
- Estudios sobre et terreno cuaternario del valle del Manzanares (Madrid), 1926
- La Infancia de la Humanedad. Manual de divulgacion de Prehistoria, 1928
- Arqueologia y anthropologia precolombianas de Tierra Dentro. Informe acerca de los hallazgos y excavaciones praticadas en 1936, 1937
- Arte rupestre en Colombia, 1941
- Colombia de Norte a Sur, 2 vols., 1943
- Manual de Anthropologia, 1946